# Hemidactylus bowringii
Hemidactylus bowringii är en ödleart som beskrevs av  Gray 1845. Hemidactylus bowringii ingår i släktet Hemidactylus och familjen geckoödlor. Inga underarter finns listade i Catalogue of Life.